# Colisión de trenes en el Metro de la Ciudad de México de 2015
La colisión de trenes en la Ciudad de México de 2015 fue un accidente ferroviario ocurrido el día lunes, 4 de mayo de ese año, alrededor de las 18:05 (UTC -6). El suceso ocurrió en la estación Oceanía de la Línea 5 del Sistema de Transporte Colectivo, y tuvo como consecuencia un total de 12 personas lesionadas.

## Detalles
El incidente se registró cerca de las 18:00 h. El tren 05 salía de la estación Terminal Aérea de la Línea 5 del Metro, en dirección a la estación Politécnico. Ese día se registraba una intensa granizada en la zona cercana al Aeropuerto Internacional de la Ciudad de México, y por indicaciones del Sistema de Transporte Colectivo, todos los trenes debían de cambiar el modo de pilotaje de Automático a Manual, implementando la marcha de tren en caso de lluvia.
El tren 05, tras su salida de la estación Terminal Aérea, se deslizó por la pendiente entre la estación anterior mencionada y la estación Oceanía, donde se encontraba estacionado el tren 04.
A las 18:07, el tren 05 llega a la estación Oceanía, impactando contra el tren 04, causando que ambos trenes tuvieran un descarrilamiento. Momentos después, los cuerpos de emergencia llegaron a la estación.
A pesar de que no hubo víctimas fatales a causa del accidente, días después un trabajador del Sistema de Transporte Colectivo falleció, tras realizar las labores de maniobra de los trenes afectados.

## Consecuencias
- El servicio fue suspendido provisionalmente en gran parte de la Línea 5 para las labores de rescate, brindando servicio provisional en el tramo Eduardo Molina a Pantitlán con unidades de autobús Movilidad 1 (M1), hoy RTP.
- Días después del accidente, se hablaba[¿quién?] de la posibilidad de que la actual estación Oceanía de la Línea 5 fuera demolida, y cambiado su método de construcción a Subterráneo, lo cual nunca sucedió.
- A raíz del accidente, el tramo superficial de Oceanía a Terminal Aérea fue techado en su totalidad,[cita requerida] para evitar que en días de lluvia las vías causen desplazamiento en los trenes.